# Stadspas

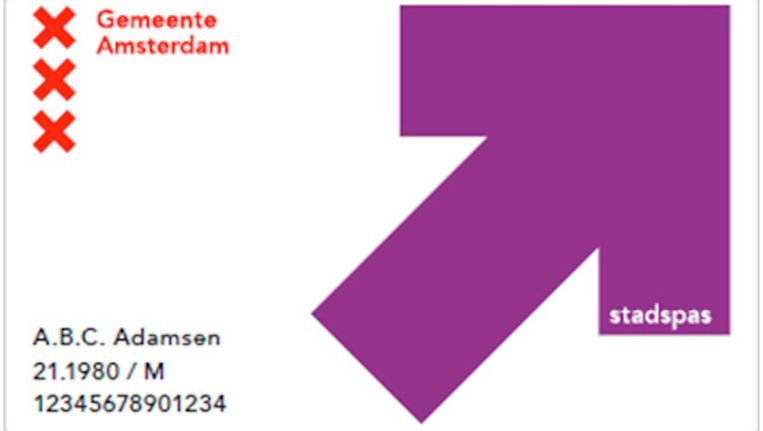
Voorbeeld van een Stadspas

De Stadspas is een kortingskaart voor inwoners van de gemeente Amsterdam met een laag inkomen. De Stadspas kan gebruikt worden voor bijvoorbeeld bezoeken aan musea, concerten, sportactiviteiten en diverse uitstapjes, maar ook voor de aanschaf van bepaalde producten of etenswaren. Ook inwoners van de gemeente Diemen hebben aanspraak op een Stadspas, maar voor hen gelden andere voorwaarden.

## Geschiedenis

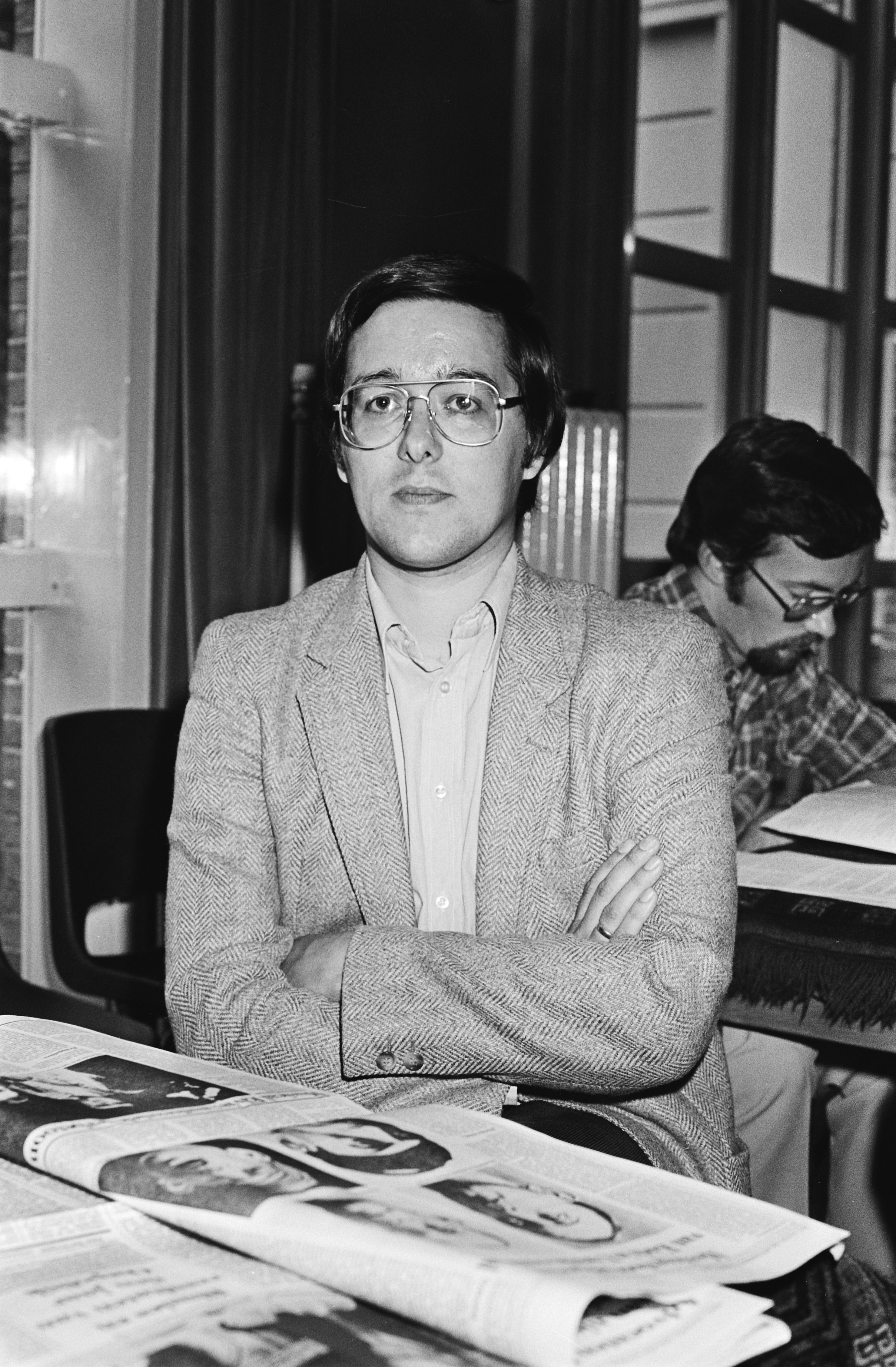
Piet Jonker

Het idee voor een stadspas werd voor het eerst in 1986 geopperd. Tijdens een verkiezingsdebat in aanloop van de gemeenteraadsverkiezingen 1986, pleitte PvdA-lijsttrekker Walter Etty voor de invoering van de Stadspas. Hij krijg bijval van D66-lijsttrekker Rick ten Have en de lijsttrekker van het Links Akkoord, Frank Köhler.
Een proef met de zogeheten vakantieknip, een couponboekje waarmee Amsterdammer met een minimuminkomen allerlei producten en diensten van de gemeente Amsterdam en het bedrijfsleven konden afnemen bleek succesvol, waarop wethouder Piet Jonker in 1988 voorstelde om een stadspas in te voeren.
De Stadspas werd in maart 1989 voor het eerst uitgegeven. Het doel van de invoering van de Stadspas was het voorkomen dat minima in een sociaal isolement terecht zouden komen, omdat zij geen geld hebben om naar het theater of een concert te gaan.
De uitgave trok direct veel animo aan, want in twee dagen werden liefst 100.000 aanmeldingen ingediend. Uiteindelijk vroegen naar schatting 200.000 mensen een stadspas aan, wat tot een flinke financiële tegenvaller leidde voor de gemeente.
De invoering van de Stadspas leverde ook kritiek op. Zo zou de pas stigmatiserend werken en zou het aanbod onvoldoende zijn.
Uit het jaarverslag van de afdeling Armoedebestrijding blijkt dat in 2020 122.000 Amsterdammers in het bezit waren van de Stadspas.
In het verleden bestond er ook een Stadspas (met blauwe stip) voor mensen met AOW-uitkering. Deze werd in 2023 afgeschaft.

## Varianten in andere steden
Tot 2013 konden ook inwoners van de gemeente Oostzaan een (Amsterdamse) Stadspas aanvragen; tot 2016 kon dit ook in Landsmeer. Andere steden hebben een eigen pas voor minima. Zo bestaat in Utrecht de U-pas, in Rotterdam de Rotterdampas en in Groningen de Stadjerspas.